# グッゲンハイム・アブ・ダビ
グッゲンハイム・アブダビ（Guggenheim Abu Dhabi）は、アブダビ市街に隣接するサディヤット島に建設されるソロモン・R・グッゲンハイム財団の美術館の一つ。
2006年7月8日、アブダビ市はグッゲンハイム財団と美術館建設の契約を締結。
6番目のグッゲンハイム美術館で、最大延床面積（ビルバオ・グッゲンハイムの25％増）を持つ。